# Bartholomeu de Martyribus Maya
Bartholomeu de Martyribus Maya OCD (ur. 8 sierpnia 1764 w Sandomilu, zm. w 1828) – brazylijski duchowny rzymskokatolicki, karmelita bosy, biskup Tomé i prałat terytorialny Mozambiku.

## Biografia
Pochodził z Brazylii. 16 lutego 1788 przyjął święcenia prezbiteriatu i został kapłanem Zakonu Braci Karmelitów Bosych Najświętszej Maryi Panny z Góry Karmel.
12 lipca 1814 portugalskie władze mianowały go biskupem Tomé, co zatwierdził papież Pius VII 8 marca 1816. 28 października 1816 przyjął sakrę biskupią z rąk biskupa São Sebastião do Rio de Janeiro José Caetano da Silvy Coutinho. Współkonsekratorami byli prałat terytorialny Goiás Antônio Rodrigues de Aguiar oraz biskup Angoli i Konga João Damasceno Da Silva Póvoas.
10 listopada 1819 mianowany został prałatem terytorialnym Mozambiku, którą to funkcję pełnił do śmierci w 1828.